# Montu
| mn · n · T | w | A40 |

| mn · n · T | w | A40 |

Montu (egip. mntw) – w panteonie starożytnego Egiptu lokalne bóstwo Hermonthis i główny bóg Teb, popularny w czasach Średniego i Nowego Państwa, później zastąpiony przez Amona. 
Był opiekunem rzemiosła wojennego, a jego atrybutami były topór i łuk. Początkowo przedstawiany pod postacią sokoła (wskutek tego zestawiany z Horusem), później wyobrażany jako człowiek o głowie sokoła, na której leżała tarcza słoneczna, a nad nią wznosiły się dwa pióra.
Z Montu wiązał się kult byka przy świątyni boga w Hermonthis. Święte zwierzę, imieniem Buchis, musiało być dwubarwne: głowa czarna, a tułów biały. 